# Metaniidae
Metaniidae is een familie van sponsdieren uit de klasse van de Demospongiae (gewone sponzen). 

## Geslachten
- Acalle Gray, 1867
- Corvomeyenia Weltner, 1913
- Drulia Gray, 1867
- Houssayella Bonetto & Ezcurra de Drago, 1966
- Metania Gray, 1867